# Amata deflavata
Amata deflavata är en fjärilsart som beskrevs av M.Gaede 1926. Amata deflavata ingår i släktet Amata och familjen björnspinnare. Inga underarter finns listade i Catalogue of Life.